# Каммерер, Феликс
Феликс Каммерер (нем. Felix Kammerer; род. 19 сентября 1995, Вена) — австрийский актёр. С 2019 года входит в труппу венского Бургтеатра. Дебютировал в кино в 2022 году в фильме «На Западном фронте без перемен», сыграв главного героя, Пауля Боймера.

## Биография
Феликс Каммерер родился в семье оперных певцов Анжелики Кирхшлягер и Ханса Петера Каммерера.
С 2013 по 2015 год был участником ансамбля Junges Ensemble Hörbiger (jöh!). В 2015 году поступил в Академию драматического искусства в Берлине, которую закончил в 2019 году. Во время обучения играл в спектаклях «Универсальные роботы Россама» Карела Чапека и «Михаэль Кольхаас — Попытка выйти из круга», вольной постановке новеллы Генриха фон Клейста, а в 2017 году вышел на сцену Немецкого театра в спектакле «Марат/Сад» в постановке Штефана Пухера.
В 2019 году выступил в Театре имени Максима Горького под руководством Нуркана Эрпулата в «Jugend ohne Gott» и дебютировал на Зальцбургском фестивале в пьесе «Дачники» Максима Горького в роли Симина.
В начале сезона 2019/20 дебютировал в Бургтеатре ролью герцога Медина-Сидония в шиллеровском «Доне Карлосе». В октябре 2019 года состоялся его дебют в Венском академическом театре в постановке Эне-Лиис Земпер и Тийта Оясу в роли Кота Бегемота в «Мастере и Маргарите» Михаила Булгакова, а в ноябре 2019 года — в вестибюле Бургтеатра в инсценировке «Маленькой ведьмы» Отфрида Прейслера, в которой заменил Маркуса Мейера.
В феврале 2020 года выступил в Академическом театре на мировой премьере пьесы Эльфриды Елинек «Schwarzwasser», в которой речь идет, в частности, о скандале «Ибица-гейт». В сентябре 2020 года радиоспектакль Ö1 «Laute Nächte» Томаса Арцта с Мари-Луизой Штокингер, Феликсом Каммерером, Сарой Викторией Фрик и Николаусом Бартоном был признан радиоспектаклем месяца Немецкой академией исполнительских искусств. В октябре 2020 года сыграл лакея императора в постановке «Новое платье короля» Ханса Кристиана Андерсена вместе с Артуром Клемтом в театре Kasino am Schwarzenbergplatz.
В 2022 году Каммерер дебютировал на большом экране, исполнив главную роль Пауля Боймера в экранизации романа Эриха Марии Ремарка «На Западном фронте без перемен», снятой Эдвардом Бергером. Бергер проводил кастинг на роль Боймера, когда Каммерер был отмечен Сабриной Цвач, женой продюсера фильма Мальте Грюнерта. Грюнерт был так впечатлен игрой Каммерера в Бургтеатре, что предложил ему немедленное прослушивание и дал личную рекомендацию Бергеру. Бергер рассказывал, что впервые увидел лицо Каммерера и был поражен тем, что он «уже был таким старомодным и классическим, таким чистым и невинным». Кастинг продолжался в течение четырех-пяти месяцев. За свою игру он, среди прочего, получил кинопремию Deutscher Filmpreis за лучшую мужскую роль в 2023 году. Актёрская игра Каммерера получила множество положительных отзывов. Мэгги Ловитт в рецензии для Collider написала: «В своем дебюте на киноэкране Каммерер доказывает, что он многообещающий новичок на мировой сцене. Пауль Боймер — непростая роль: одна только физическая нагрузка может сломить исполнителя, и это не считая огромного эмоционального напряжения, которое приходится испытывать, чтобы изобразить стыд, разврат и агонию войны. Пауль — сердце фильма, и Каммерер без труда обнажает свою душу перед зрителями, пока война забирает, забирает и забирает его персонажа».
За исполнение роли Люка в спектакле «Moskitos» Люси Кирквуд в Академическом театре был удостоен театральной премии «Verleihung des Nestroy-Theaterpreises 2022». В январе 2023 года состоялся его дебют в роли Ганса Касторпа в спектакле «Волшебная гора» в Бургтеатре. В мае 2023 года Каммерер был принят в Европейскую киноакадемию. Осенью 2023 года снялся в рекламе Erste Bank. В ноябре 2023 года стал членом Немецкой киноакадемии.
В 2023 году получил роль в фильме Рона Ховарда «Эдем» вместе с Сидни Суини и Даниэлем Брюлем. В начале 2024 года стало известно, что он вошёл в актёрский состав фильма Гильермо дель Торо «Франкенштейн» по роману Мэри Шелли, снятого по заказу Netflix.